# De Re Metallica

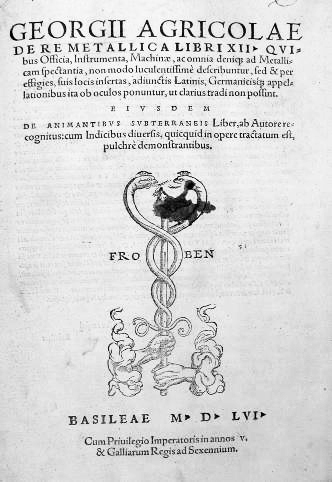
Strona tytułowa dzieła

De Re Metallica libri XII – dzieło Georgiusa Agricoli napisane w 1550 r., a wydane w Bazylei w 1556 r., po śmierci autora. Zawiera kompendium wiedzy o górnictwie oraz metalurgii.
Poświęcone jest geologii złóż, sposobom wymierzania pól górniczych, kruszenia skał, stosowanym w górnictwie narzędziom i urządzeniom, hutnictwu oraz zawiera opis profesji górników i hutników. Zawiera wiele rycin przedstawiających ówczesne maszyny, sposoby pracy, jak i samych górników i hutników. Przez dwa wieki De Re Metallica określana było jako Biblia górnictwa. W 1912 w Mining Magazine ukazało się angielskie tłumaczenie dzieła w przekładzie Herberta Hoovera, późniejszego prezydenta USA. W Polsce ukazało się tłumaczenie z języka czeskiego, wydane przez Muzeum Karkonoskie w Jeleniej Górze w 2000 r. nakładem 500 egzemplarzy.
Nowa wersja niemiecka została opublikowana przez Hüttenkundler Carl Schiffner w 1926 r., a kolejna w 1994 r. Istnieją inne tłumaczenia na język chiński w porządku chronologicznym ich pojawienia się, włoski, angielski, czeski, rosyjski, japoński, hiszpański, węgierski, francuski i ukraiński.
Uchodzi za najważniejsze dzieło Agricoli.